# MOS KIM-1
Il MOS KIM-1 ("KIM" è l'acronimo dell'inglese Keyboard Input Monitor, successivamente CBM KIM-1) è un microcomputer basato sul microprocessore MOS 6502 progettato e commercializzato dalla MOS Technology negli Stati Uniti d'America a partire dal 1975. Cambiò nome in seguito all'acquisizione della società da parte di Commodore International, avvenuta nel 1976.
Tra i primi microcomputer della storia, il MOS KIM-1 ebbe un grande successo in ragione del suo basso prezzo (250 dollari al momento del lancio) e delle ampie possibilità di espansione.

## Storia
Il primo processore di MOS Technology, il MOS 6501, fu progettato per poter essere inserito nelle schede madri che montavano il Motorola 6800, permettendo agli utenti di avere un sistema di sviluppo con hardware già disponibile sul mercato. Questo indusse Motorola ad intraprendere un'azione legale contro MOS Technology, costringendola a togliere il MOS 6501 dal mercato. Uscì quindi il MOS 6502 il quale differiva dal precedente per una diversa disposizione dei pin: identico al MOS 6501, aveva quindi lo svantaggio di non poter essere montato in nessuna scheda madre basata sul Motorola 6800. Chuck Peddle, capo del gruppo che lavorava alla MOS Technology sulla famiglia di microprocessori MOS 65xx (nonché precedente membro della squadra che in Motorola aveva realizzato il 6800) progettò allora il MOS KIM-1 per soddisfare questo bisogno.
Il MOS KIM-1, destinato originariamente agli ingegneri, trovò invece grande riscontro tra gli hobbisti. Un sistema completo poteva essere costruito con meno di 500 dollari, compreso un terminale e un lettore a cassette. Erano disponibili molti libri contenenti piccoli programmi in assembly. Quando il MOS KIM-1 divenne popolare fu resa disponibile una variante del Tiny BASIC che richiedeva un'espansione RAM di 4 kB. L'interprete si caricava dalla cassetta in circa 15 minuti.

## Modelli alternativi
Nel 1976 Rockwell International (fabbricante del Rockwell 6502), assieme a Synertek, mise in vendita il Rockwell AIM 65 che comprendeva una tastiera ASCII, uno display LED di 20 caratteri alfanumerici a 14 segmenti ed una piccola stampante da registratore di cassa. Era fornito di debugger per il codice macchina. Gli utenti potevano acquistare anche la ROM che includeva un assembler e l'interprete Microsoft BASIC.
C'era anche una variante di Synertek, il SYM-1, che era una via di mezzo tra il MOS KIM-1 e il Rockwell AIM 65: aveva lo schermo piccolo del KIM, una piccola tastiera a membrana di 29 tasti (numeri esadecimali e tasti di controllo), le interfacce di espansione dell'AIM e l'RS-232.
Poco tempo dopo l'introduzione del KIM-1 nel mercato, MOS Technology fu acquistata dalla Commodore e molto presto la produzione del KIM-1 fu terminata. Chuck Peddle iniziò a lavorare ad una versione migliorata, con una tastiera QWERTY, lettore di cassette e uno schermo monocromatico, gestito da un nuovo chip grafico. Il risultato fu il Commodore PET, lanciato nel 1977, uno dei tre computer che apparvero sul mercato in quell'anno: gli altri furono l'Apple II (basato sul 6502) e il TRS-80 (con il chip Zilog Z80).

## Descrizione

### Dotazione hardware

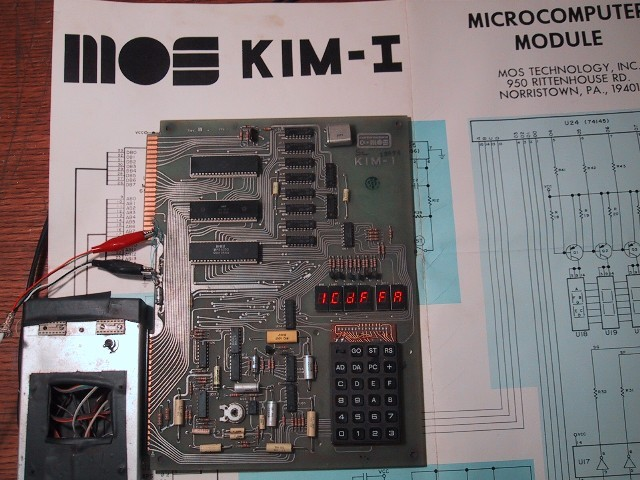
Il MOS KIM-1

Il MOS KIM-1 consisteva in una piastra con tutti i circuiti su una faccia. Includeva i tre circuiti integrati principali, vale a dire il processore 6502 e due chip MOS 6530 contenenti ciascuno 1 kB di ROM, 64 byte di RAM, 2 porte bidirezionali ad 8 bit ed 1 timer. A questi chip si aggiungevano 8 chip di RAM 6102 da 128 byte l'uno (1024x1 bit). MOS Technology vendeva il microcomputer dichiarando la disponibilità di 1 kB di RAM ma in realtà il quantitativo totale era di 1.152 byte, dato dai 1024 byte dei chip 6102 più i 128 byte contenuti nella coppia di 6530. Altra RAM poteva essere aggiunta usando circuiti esterni.
Erano inclusi sei display a LED a 7 segmenti (come quelli delle calcolatrici dell'epoca) e una tastiera a 24 tasti. 
Molti pin della porzione I/O dei 6530 erano connessi ai due connettori della scheda madre che potevano essere usati come una porta seriale per comandare un terminale o un lettore di nastro perforato. 
Uno di questi connettori faceva anche da connettore di alimentazione e poteva essere anche collegato ad un registratore a cassette grazie alla presenza di alcune linee analogiche.

### Firmware e ROM
Il MOS KIM-1 comprendeva un firmware che veniva caricato all'avvio, chiamato TIM, acronimo di "Terminal Interface Monitor", memorizzato nella ROM contenuta nei 6530. Questo monitor permetteva di utilizzare il registratore a cassette come unità di memorizzazione, comandare i display LED e gestire la tastiera. Inoltre, essendo il monitor caricato immediatamente all'accensione del computer, permetteva all'utente di poter interagire subito con il KIM-1, senza dover caricare prima un sistema operativo.
Il KIM-1 fu uno dei primi computer a singola scheda, avendo bisogno solamente di un alimentatore esterno per funzionare. Questo fatto, assieme al suo basso costo, lo rese popolare alla fine degli anni '70.

## Espansioni e periferiche

### TVT-6
Don Lancaster, l'inventore del TV Typewriter, un semplice terminale collegabile ad un comune televisore domestico, sviluppò il TVT-6, una scheda per poter collegare il KIM-1 ad un TV o ad un monitor. La scheda, composta da 10 integrati, permetteva di gestire fino ad un massimo di 4.000 caratteri: una risoluzione media era di 16 righe da 32 caratteri l'una, 512 caratteri, vista la scarsa memoria a disposizione del KIM-1 (il buffer video era infatti memorizzato sulla RAM del microcomputer).
Il TVT-6 fu presentato sul numero di luglio del 1977 della rivista Popular Electronics mentre il kit completo fu messo in vendita tramite PAiA Electronics per 34,95 US$.
Lancaster migliorò questo progetto presentando sul suo libro The Cheap Video Cookbook una scheda capace di generare immagini a colori e gestire una grafica di base.